# 村政審議会
村政審議会（そんせいしんぎかい）は、1968年の日本復帰時に設置された東京都小笠原村に設けられた諮問機関である。復帰前の五人委員会の後身である。
地方公共団体としての「小笠原村」は復帰時に設置されたが、村の組織が未整備なため、公選の村長と村議会が置かれず、暫定的に東京都知事が自治大臣の同意を得て任命した「職務執行者」とその諮問機関「村政審議会」が小笠原村の村政を執行した。
復帰から11年後の1979年4月22日に最初の村長・村議会議員選挙が行われ、公選議員からなる小笠原村議会が発足。これにより小笠原村は自治権をもった完全な地方公共団体へと移行した。